# التويم (العراق)
التويم هي قرية صغيرة تقع في منطقة الجزيرة قرب تلعفر في العراق. 
ظهر اسم البلدة في إحصاء عام 1957 م وكان عدد سكنها في ذلك العام 407 نسمة. يقطنها اليوم بيوت من عشيرة اللويزيين من قبيلة بني صخر.
من القرى القريبة من التويم قرية «أبو ماريا» وقرية «دبونه».